# Beggen

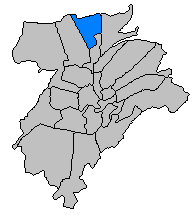
Beggen, a nord di Lussemburgo.

Beggen è un quartiere a nord della città di Lussemburgo, in Lussemburgo. Il Château de Beggen, che ospita l'ambasciata russa nel Lussemburgo, è situato in questo quartiere.
Nel 2001, il quartiere aveva una popolazione di 2 297 abitanti. A Beggen risiede la squadra di calcio FC Avenir Beggen, un'importante squadra del campionato di calcio lussemburghese.

## Galleria d'immagini

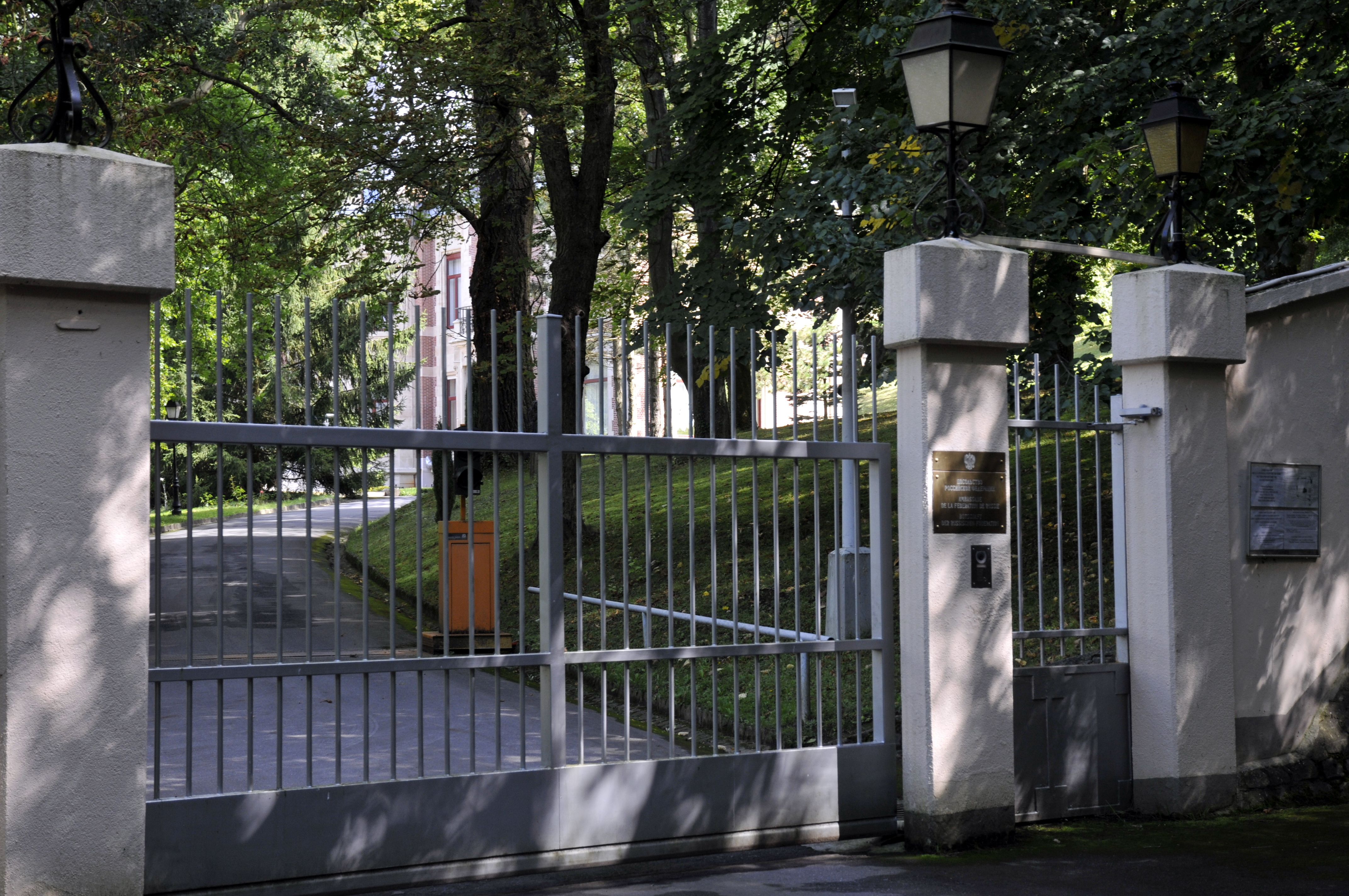
L'ingresso dell'ambasciata russa a Beggen.
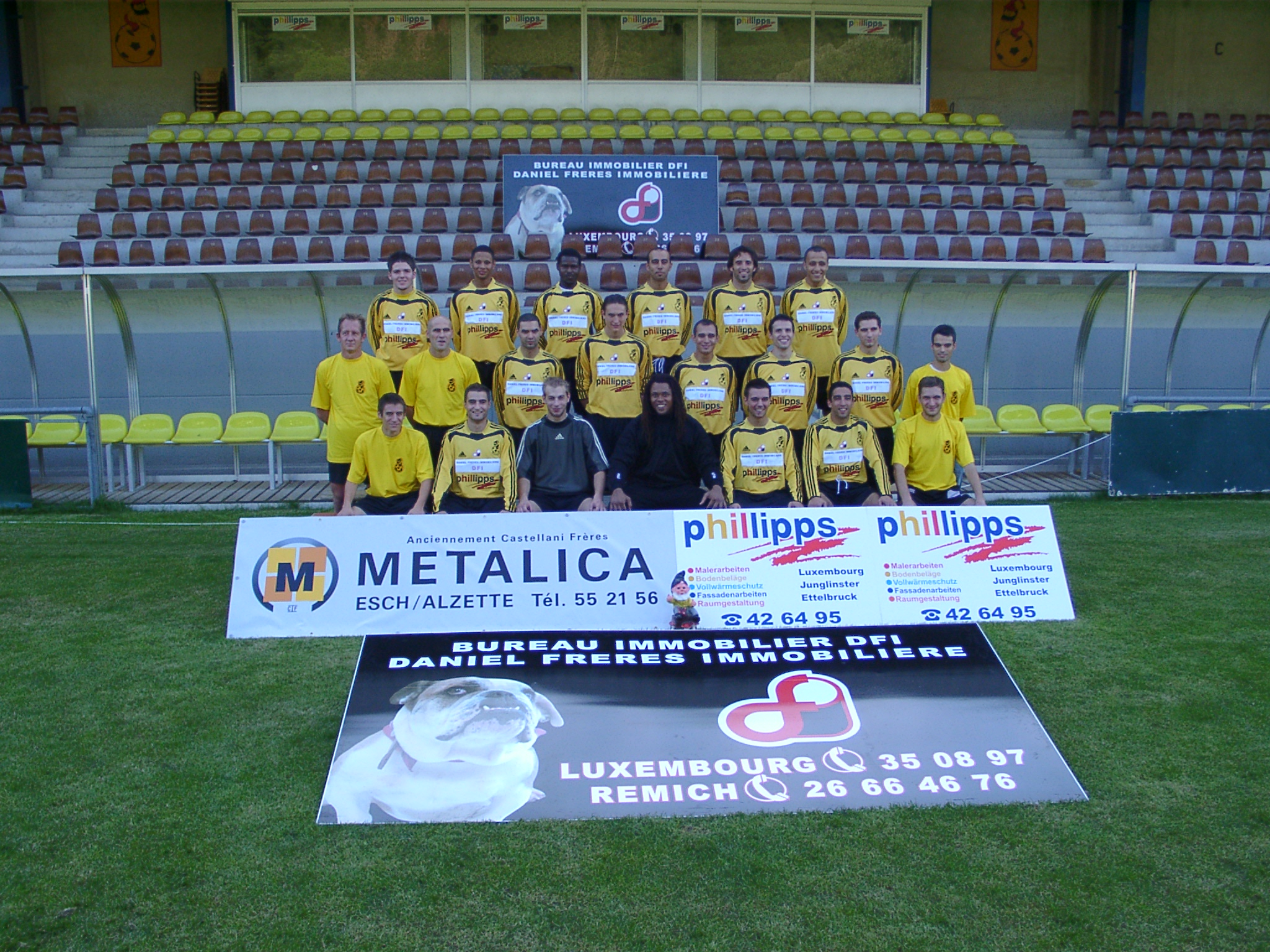
L'Avenir Beggen.